# ジョリエット駅
ジョリエット駅（英語：Joliet Station）は、イリノイ州ジョリエット メイヤー・アート・シュルツ・ドライブ53、イースト・ジェファーソン・ストリートにある駅。全米各地を結ぶ旅客鉄道のアムトラックとシカゴ近郊の通勤輸送を担うメトラが乗り入れている。

## 概要
建築家ジャービス・ハントによって設計された駅舎は1912年に建てられた。ジャービス・ハントは当駅駅舎のほかにもダラス・ユニオン駅、カンザスシティ・ユニオン駅やナショナル・ゴルフ・リンクス・オブ・アメリカのクラブハウスの設計を手掛けた。
2014年から2018年にかけて改良工事が実施され、乗り場が東側に移設された。駅舎も東側に新設され、西側の旧駅舎は閉鎖された。駅の公式名称は「ジョリエット交通センター」（en:Joliet Transportation Center）に変更された。

## 利用可能な鉄道路線／列車

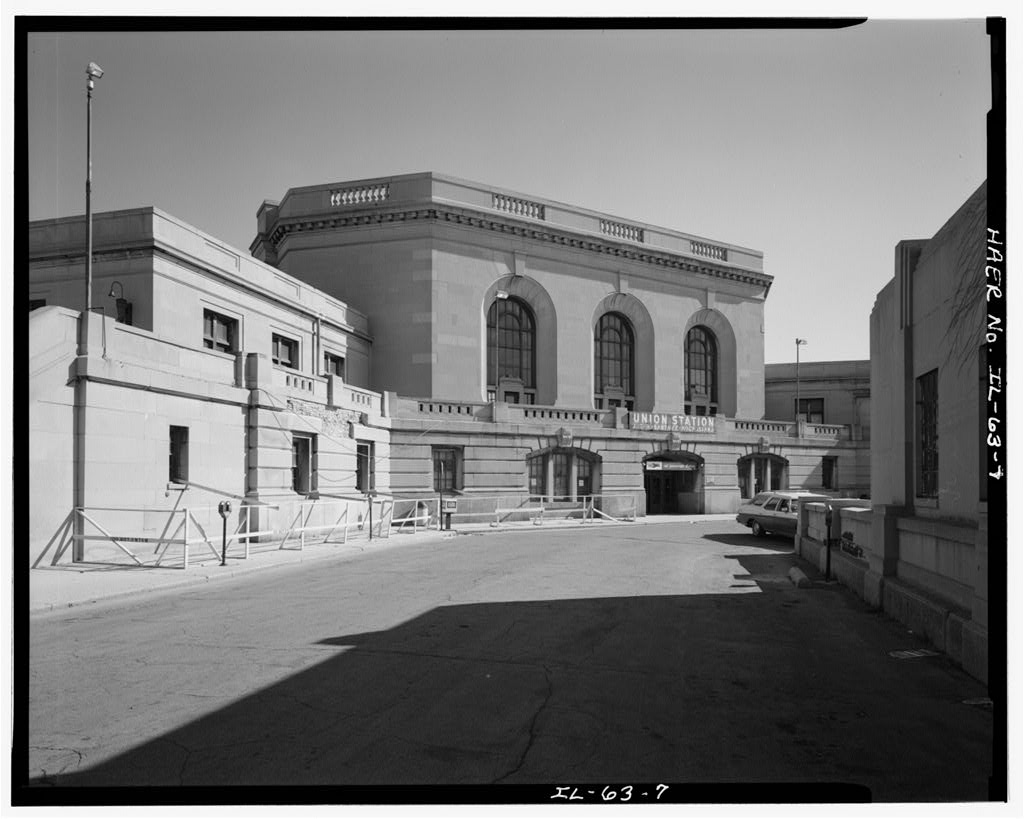
ジョリエット駅

アムトラックのジョリエット駅に発着する列車は下記の通り。
シカゴとサンアントニオ間の夜行長距離列車テキサス・イーグル号…1日1往復停車
※（サンアントニオ方面の列車は乗車のみ可能、シカゴ方面の列車は下車客がいる場合のみ停車）
シカゴとセントルイス間の昼行中距離列車リンカーン・サービス…1日4往復停車
メトラの発着路線は下記の通り。
ジョリエット駅とシカゴを結ぶメトラヘリテージ回廊
ジョリエット駅とラサル・ストリート駅を結ぶメトラロックアイランド地区